# Rimantė Jonušaitė
Rimantė Jonušaitė (Mažeikiai, 25 ottobre 2003) è una calciatrice lituana, attaccante del Servette Chênois e della nazionale lituana.

## Carriera

### Club
Jonušaitė ha iniziato la carriera nel MFA Triumfas Mažeikiai, club della sua città natale, disputando i campionati 2017 e 2018 in Moterų I lyga, il secondo livello del campionato lituano femminile di calcio.
Dall'autunno 2018 si trasferisce al Gintra Universitetas, debuttando in Moterų A lyga, livello di vertice del campionato lituano di categoria, il 17 ottobre, siglando 2 reti nella vittoria esterna per 12-0 sul ŠSG-FA Šiauliai e riuscendo a disputare gli altri ultimi 5 incontri prima del termine del campionato, segnando altri 4 gol, concluso con la vittoria del suo 17º titolo di campione di Lituania.
Rimane legata al club di Šiauliai per altre tre stagioni, debuttando in UEFA Women's Champions League il 7 agosto 2019, nel primo incontro della fase di qualificazione dell'edizione 2019-2020 vinto per 1-0 sulle maltesi del Birkirkara. Nelle prime due conquista altri due titoli nazionali, mentre per la stagione 2021, con la squadra che cambia denominazione semplicemente in Gintra, segna 42 reti su 16 incontri prima di lasciare la società a campionato non ancora concluso, cogliendo l'occasione per disputare il suo primo impegno professionale all'estero. Complessivamente Jonušaitė segna 131 reti su 52 incontri, vincendo anche la classifica delle marcatrici della Moterų A lyga, 41 reti nel 2019 e 48 nel 2020, alle quali si aggiungono 7 presenze in tre edizioni di Champions League, venendo premiata dalla Federcalcio lituana (LFF) miglior giovane calciatore dell'anno 2020.
Il 5 novembre 2021, a stagione già inoltrata, viene annunciato il suo trasferimento al Milan, venendo impiegata dal tecnico Maurizio Ganz già due giorni dopo la firma del contratto, debuttando in Serie A all'8ª giornata di campionato, rilevando Nina Stapelfeldt all'inizio del secondo tempo nella vittoria casalinga per 1-0 con l'Empoli.
Tuttavia l'attaccante lituana deve ben presto disertare il terreno di gioco a causa di un grave infortunio al ginocchio destro, subito nei minuti finali dell'incontro in trasferta dell'11ª giornata, perso 5-2 con la Juventus, rimanendo indisponibile per tutta la parte successiva della stagione. Alla ripresa della stagione successiva un nuovo infortunio, questa volta al legamento crociato della gamba sinistra, compromette la sua disponibilità, non riuscendo infatti a marcare alcuna presenza sia in campionato che in Coppa Italia. La stagione successiva Ganz la ritrova in organico, tuttavia la utilizza solo per una frazione di gioco alla 2ª giornata di campionato, nella vittoria di misura sul Napoli ottenuta solo in zona Cesarini, e nella prima sfida di Coppa Italia con il Verona, dove Jonušaitė sigla la rete che fissa il risultato sul 7-2 per le rossonere eliminando le scaligere. L'esonero di Ganz e l'arrivo di Davide Corti sulla panchina del Milan non cambiano le scelte tecniche riguardanti l'attaccante lituana, non trovando spazio in rosa, così che la società decide, durante la sessione invernale di calciomercato, di ufficializzare la sua cessione in prestito alle svizzere del Servette Chênois nel gennaio 2024.
Concluso il prestito e terminato il contratto che la legava al Milan, è rimasta al Servette, firmando un contratto biennale.

### Nazionale
Jonušaitė inizia ad essere convocata dalla Federcalcio lituana nel 2017, inserita nella formazione Under-15 che disputa la Coppa del Baltico di categoria esordendo con la maglia della nazionale il 4 agosto con le pari età dell'Estonia e contribuendo a vincere il trofeo siglando 4 reti, due nella vittoria per 5-2 sull'Estonia e altre due nella vittoria per 8-0 sulla Lettonia.
L'anno successivo viene inserita in rosa con la Under-17 che disputa, vincendola, la Coppa del Baltico di categoria, dove va a segno nella vittoria per 5-2 sulla Lettonia, per poi essere chiamata in occasione delle qualificazioni all'Europeo di Bulgaria 2019. Nel suo primo torneo ufficiale UEFA va a segno al debutto, il 4 ottobre 2018, nella sconfitta per 2-1 con la Scozia, con la Lituania che con due sconfitte e un pareggio nel gruppo 4 non riesce ad ottenere il passaggio al turno successivo. Rimasta in quota anche per le successive qualificazioni all'Europeo di Svezia 2020 gioca i tre incontri del gruppo 7 della prima fase eliminatoria, andando a rete nell'unica vittoria dei tre, quella per 2-1 con l'Albania, ma perdendo gli altri due incontri nuovamente la sua nazionale non riesce ad accedere al turno successivo del torneo che, comunque, non verrà disputato a causa delle restrizioni della sopraggiunta pandemia di COVID-19 in Europa.
Nel frattempo, il 7 aprile 2019, avviene anche il suo debutto, da titolare, nella nazionale maggiore, chiamata appena quindicenne dal commissario tecnico Rimas Viktoravičius in occasione dell'amichevole con le Fær Øer pareggiata 2-2 e dove è autrice della rete del momentaneo 2-1 per le lituane. Di qualche mese più tardi è il suo primo impiego nelle qualificazioni all'Europeo di Inghilterra 2022, nella partita del gruppo H persa di misura 2-1 con la Croazia.
Per la sua prima rete in nazionale maggiore deve attendere il 4 marzo 2020, nella prima della doppia amichevole vinta 1-0 con l'Armenia, dove segna anche nella successiva pareggiata 1-1, mentre è del 17 settembre 2021 la prima in un torneo ufficiale UEFA, nel primo incontro del gruppo G della fase di qualificazione della zona UEFA al Mondiale di Australia e Nuova Zelanda 2023, siglando al 50' l'unica rete della sua nazionale nella sconfitta per 4-1 con la Svizzera.

## Statistiche
Statistiche aggiornate al 14 maggio 2022.

### Presenze e reti nei club
| Stagione            | Squadra          | Campionato      | Campionato | Campionato | Coppe nazionali | Coppe nazionali | Coppe nazionali | Coppe continentali | Coppe continentali | Coppe continentali | Altre coppe | Altre coppe | Altre coppe | Totale | Totale |
| Stagione            | Squadra          | Comp            | Pres       | Reti       | Comp            | Pres            | Reti            | Comp               | Pres               | Reti               | Comp        | Pres        | Reti        | Pres   | Reti   |
| ------------------- | ---------------- | --------------- | ---------- | ---------- | --------------- | --------------- | --------------- | ------------------ | ------------------ | ------------------ | ----------- | ----------- | ----------- | ------ | ------ |
| 2021-2022           | Milan            | A               | 3          | 0          | CI              | 1               | 0               | UWCL               | -                  | -                  | SI          | -           | -           | 4      | 0      |
| 2022-2023           | Milan            | A               | -          | -          | CI              | -               | -               | -                  | -                  | -                  | -           | -           | -           | -      | -      |
| lug. 2023-gen. 2024 | Milan            | A               | 1          | 0          | CI              | 1               | 1               | -                  | -                  | -                  | -           | -           | -           | 2      | 1      |
| Totale Milan        | Totale Milan     | Totale Milan    | 4          | 0          | -               | 2               | 1               | -                  | -                  | -                  | -           | -           | -           | 6      | 1      |
| gen.-giu. 2024      | Servette Chênois | WSL             | 11         | 4          | CS              | -               | -               | UWCL               | -                  | -                  | -           | -           | -           | 11     | 4      |
| Totale carriera     | Totale carriera  | Totale carriera | 15+        | 4+         | -               | 2+              | 1+              | -                  | -                  | -                  | -           | -           | -           | 17+    | 5+     |

## Palmarès

### Club
- Campionato lituano: 3

Gintra Universitetas: 2018, 2019, 2020
- Campionato svizzero: 1

Servette Chênois: 2023-2024
- Coppa Svizzera: 1

Servette Chênois: 2023-2024

### Individuale
- Capocannoniere del campionato lituano: 2

2019 (41 reti), 2020 (48 reti)